# East Antrim (circonscription de l'Assemblée d'Irlande du Nord)
 (mars 2023).
Pour les articles homonymes, voir East Antrim.
East Antrim (irlandais : Aontroim Thoir, Ulster Scots: East Anthrim) est une circonscription de l'Assemblée d'Irlande du Nord.
Le siège a été utilisé pour la première fois pour une élection en Irlande du Nord uniquement pour le Forum d'Irlande du Nord en 1996. Depuis 1998, il a élu des membres à l'Assemblée actuelle.
Pour les élections à l'Assemblée avant 1996, la circonscription faisait en grande partie partie des circonscriptions de North Antrim et de South Antrim. De 1997 à 2010, il a partagé ses limites avec la circonscription du Parlement britannique d'East Antrim ; ce lien a été rompu lors des élections générales de 2010 à Westminster, mais a été rétabli lors des élections à l'Assemblée de 2011.
Pour plus de détails sur l'histoire et les limites de la circonscription, voir East Antrim (circonscription du Parlement britannique).

## Membres
| Élection            | MLA (parti)                      | MLA (parti)                  | MLA (parti)        | MLA (parti)                     | MLA (parti)                 | MLA (parti)           | MLA (parti)             | MLA (parti)          | MLA (parti) | MLA (parti)       | MLA (parti) | MLA (parti)      |
| ------------------- | -------------------------------- | ---------------------------- | ------------------ | ------------------------------- | --------------------------- | --------------------- | ----------------------- | -------------------- | ----------- | ----------------- | ----------- | ---------------- |
| 1996                |                                  | Seán Neeson (Alliance Party) |                    | Thomas Robinson (UUP)           |                             | May Steele (UUP)      | 5 sièges 1996–1998      | 5 sièges 1996–1998   |             | May Beattie (DUP) |             | Jack McKee (DUP) |
| 1998                | Ken Robinson (UUP)               | Seán Neeson (Alliance Party) | Roy Beggs Jr (UUP) |                                 | Danny O'Connor (SDLP)       |                       | Roger Hutchinson (UKUP) | David Hilditch (DUP) |             |                   |             |                  |
| 2003                | Ken Robinson (UUP)               | Seán Neeson (Alliance Party) | Roy Beggs Jr (UUP) |                                 | George Dawson (DUP)         |                       | Sammy Wilson (DUP)      | David Hilditch (DUP) |             |                   |             |                  |
| 2007                | Ken Robinson (UUP)               | Seán Neeson (Alliance Party) | Roy Beggs Jr (UUP) |                                 | George Dawson (DUP)         |                       | Sammy Wilson (DUP)      | David Hilditch (DUP) |             |                   |             |                  |
| Mai 2007 co-option  | Ken Robinson (UUP)               | Seán Neeson (Alliance Party) | Roy Beggs Jr (UUP) | Alastair Ross (DUP)             |                             |                       | Sammy Wilson (DUP)      | David Hilditch (DUP) |             |                   |             |                  |
| 2011                | Stewart Dickson (Alliance Party) |                              | Roy Beggs Jr (UUP) | Alastair Ross (DUP)             | Oliver McMullan (Sinn Féin) |                       | Sammy Wilson (DUP)      | David Hilditch (DUP) |             |                   |             |                  |
| Août 2015 co-option | Stewart Dickson (Alliance Party) | Gordon Lyons (DUP)           | Roy Beggs Jr (UUP) | Alastair Ross (DUP)             | Oliver McMullan (Sinn Féin) |                       |                         | David Hilditch (DUP) |             |                   |             |                  |
| 2016                | Stewart Dickson (Alliance Party) | Gordon Lyons (DUP)           | Roy Beggs Jr (UUP) | Alastair Ross (DUP)             | Oliver McMullan (Sinn Féin) |                       |                         | David Hilditch (DUP) |             |                   |             |                  |
| 2017                | Stewart Dickson (Alliance Party) | Gordon Lyons (DUP)           | Roy Beggs Jr (UUP) |                                 | John Stewart (UUP)          | 5 sièges 2017–présent | 5 sièges 2017–présent   | David Hilditch (DUP) |             |                   |             |                  |
| 2022                | Stewart Dickson (Alliance Party) | Gordon Lyons (DUP)           |                    | Danny Donnelly (Alliance Party) | John Stewart (UUP)          | 5 sièges 2017–présent | 5 sièges 2017–présent   | David Hilditch (DUP) |             |                   |             |                  |

Note: Les colonnes de ce tableau sont utilisées uniquement à des fins de présentation et aucune importance ne doit être attachée à l'ordre des colonnes. Pour plus de détails sur l'ordre dans lequel les sièges ont été remportés à chaque élection, voir les résultats détaillés de cette élection.

## Élections

### Assemblée d'Irlande du Nord

#### 2022
| Parti | Parti           | Candidat          | %      | Comptage | Comptage | Comptage | Comptage | Comptage |
| Parti | Parti           | Candidat          | %      | 1        | 2        | 3        | 4        | 5        |
| --- | --------------- | ----------------- | ------ | -------- | -------- | -------- | -------- | -------- |
| | Ulster Unionist | John Stewart      | 15.40% | 6,195    | 6,267    | 8,459    |          |          |
| | DUP             | Gordon Lyons      | 15.55% | 6,256    | 6,281    | 6,555    | 6,873    |          |
| | Alliance        | Stewart Dickson   | 12.57% | 5,059    | 5,643    | 5,910    | 6,370    | 7,207    |
| | Alliance        | Danny Donnelly    | 10.50% | 4,224    | 4,759    | 4,844    | 5,001    | 6,784    |
| | DUP             | David Hilditch    | 14.07% | 5,662    | 5,690    | 6,110    | 6,500    | 6,544    |
| | TUV             | Norman Boyd       | 9.10%  | 3,661    | 3,699    | 4,007    | 4,408    | 4,467    |
| | Sinn Féin       | Oliver McMullan   | 9.13%  | 3,675    | 4,154    | 4,171    | 4,180    |          |
| | Ulster Unionist | Roy Beggs Jr      | 8.82%  | 3,549    | 3,634    |          |          |          |
| | SDLP            | Siobhán McAlister | 2.98%  | 1,200    |          |          |          |          |
| | Green (NI)      | Mark Bailey       | 1.87%  | 754      |          |          |          |          |
| Électorat : 67,699 Valide : 40,235 (59.43%) Non valide : 458 Quota : 6,706 Participation : 40,693 (60.11%) |                 |                   |        |          |          |          |          |          |

#### 2017
| Parti | Parti                              | Candidat               | %      | Comptage | Comptage | Comptage | Comptage | Comptage | Comptage | Comptage | Comptage | Comptage |
| Parti | Parti                              | Candidat               | %      | 1        | 2        | 3        | 4        | 5        | 6        | 7        | 8        | 9        |
| --- | ---------------------------------- | ---------------------- | ------ | -------- | -------- | -------- | -------- | -------- | -------- | -------- | -------- | -------- |
| | DUP                                | David Hilditch         | 16.03% | 6,000    | 6,037    | 6,248    |          |          |          |          |          |          |
| | Alliance                           | Stewart Dickson        | 11.17% | 4,179    | 4,616    | 4,658    | 5,065    | 5,171    | 6,783    |          |          |          |
| | Ulster Unionist                    | Roy Beggs Jr           | 13.68% | 5,121    | 5,272    | 5,589    | 5,714    | 6,156    | 6,324    |          |          |          |
| | DUP                                | Gordon Lyons           | 10.29% | 3,851    | 3,869    | 4,068    | 4,078    | 4,473    | 4,490    | 4,513.94 | 7,553.94 |          |
| | Ulster Unionist                    | John Stewart           | 9.02%  | 3,377    | 3,479    | 3,709    | 3,788    | 4,131    | 4,260    | 4,599.72 | 5,034.99 | 6,343.88 |
| | Sinn Féin                          | Oliver McMullan        | 9.89%  | 3,701    | 3,750    | 3,752    | 4,278    | 4,292    | 4,523    | 4,690.58 | 4,698.58 | 4,700.77 |
| | DUP                                | Stephen Ross           | 8.85%  | 3,313    | 3,334    | 3,527    | 3,539    | 3,816    | 3,825    | 3,834.12 |          |          |
| | Alliance                           | Danny Donnelly         | 4.86%  | 1,817    | 2,087    | 2,105    | 2,470    | 2,515    |          |          |          |          |
| | UKIP                               | Noel Jordan            | 4.22%  | 1,579    | 1,653    | 1,933    | 1,955    |          |          |          |          |          |
| | SDLP                               | Margaret Anne McKillop | 4.07%  | 1,524    | 1,633    | 1,653    |          |          |          |          |          |          |
| | TUV                                | Ruth Wilson            | 4.24%  | 1,534    | 1,587    |          |          |          |          |          |          |          |
| | Green (NI)                         | Dawn Patterson         | 2.08%  | 777      |          |          |          |          |          |          |          |          |
| | Cross-Community Labour Alternative | Conor Sheridan         | 1.05%  | 393      |          |          |          |          |          |          |          |          |
| | NI Conservatives                   | Alan Dunlop            | 0.41%  | 152      |          |          |          |          |          |          |          |          |
| | Indépendant                        | Ricky Best             | 0.28%  | 106      |          |          |          |          |          |          |          |          |
| Électorat : 62,933 Valide : 37,424 (59.47%) Non valide : 412 Quota : 6,238 Participation : 37,836 (60.12%) |                                    |                        |        |          |          |          |          |          |          |          |          |          |

#### 2016
| Parti | Parti                              | Candidat               | %      | Comptage | Comptage | Comptage | Comptage | Comptage | Comptage | Comptage | Comptage | Comptage | Comptage | Comptage | Comptage |
| Parti | Parti                              | Candidat               | %      | 1        | 2        | 3        | 4        | 5        | 6        | 7        | 8        | 9        | 10       | 11       | 12       |
| --- | ---------------------------------- | ---------------------- | ------ | -------- | -------- | -------- | -------- | -------- | -------- | -------- | -------- | -------- | -------- | -------- | -------- |
| | DUP                                | David Hilditch         | 18.22% | 5,906    |          |          |          |          |          |          |          |          |          |          |          |
| | DUP                                | Gordon Lyons           | 10.71% | 3,472    | 4,323.76 | 4,362.49 | 4,372.7  | 4,488.33 | 4,500.96 | 4,512.17 | 4,857.17 |          |          |          |          |
| | Ulster Unionist                    | Roy Beggs Jr           | 11.87% | 3,848    | 3,935.78 | 4,011.99 | 4,031.99 | 4,280.04 | 4,327.46 | 4,342.67 | 4,707.67 |          |          |          |          |
| | Alliance                           | Stewart Dickson        | 9.61%  | 3,115    | 3,126.34 | 3,130.34 | 3,196.34 | 3,224.34 | 3,504.55 | 3,745.97 | 3,778.18 | 3,780.55 | 5,233.55 |          |          |
| | DUP                                | Alastair Ross          | 7.17%  | 2,323    | 2,498.98 | 2,536.71 | 2,545.71 | 2,580.18 | 2,592.39 | 2,607.39 | 2,883.37 | 3,071.39 | 3,107.86 | 3,173.14 | 4,096.44 |
| | Sinn Féin                          | Oliver McMullan        | 8.12%  | 2,633    | 2,633.42 | 2,634.42 | 2,679.42 | 2,691.42 | 2,721.42 | 3,280.42 | 3,282.42 | 3,282.42 | 3,469.63 | 3,628.99 | 3,672.27 |
| | UKIP                               | Noel Jordan            | 6.81%  | 2,207    | 2,249.63 | 2,423.68 | 2,450.68 | 2,452.1  | 2,502.31 | 2,521.31 | 2,929.62 | 2,953.32 | 2,986.11 | 3,053.31 | 3,567.48 |
| | Ulster Unionist                    | John Stewart           | 6.12%  | 1,985    | 2,013.56 | 2,051.61 | 2,071.61 | 2,269.45 | 2,307.45 | 2,321.45 | 2,534.55 | 2,545.61 | 2,621.61 | 2,926.89 |          |
| | Alliance                           | Danny Donnelly         | 5.04%  | 1,632    | 1,634.31 | 1,635.31 | 1,710.31 | 1,729.31 | 1,909.31 | 2,220.31 | 2,241.31 | 2,242.1  |          |          |          |
| | TUV                                | Ruth Wilson            | 5.07%  | 1,643    | 1,658.75 | 1,711.96 | 1,721.96 | 1,771.59 | 1,787.59 | 1,795.59 |          |          |          |          |          |
| | SDLP                               | Margaret Anne McKillop | 3.79%  | 1,229    | 1,230.05 | 1,232.05 | 1,291.05 | 1,305.26 | 1,380.26 |          |          |          |          |          |          |
| | Green (NI)                         | Dawn Patterson         | 2.14%  | 693      | 694.68   | 704.68   | 878.68   | 886.68   |          |          |          |          |          |          |          |
| | Ulster Unionist                    | Maureen Morrow         | 2.22%  | 719      | 724.46   | 735.67   | 746.67   |          |          |          |          |          |          |          |          |
| | Cross-Community Labour Alternative | Conor Sheridan         | 1.70%  | 551      | 551.42   | 557.42   |          |          |          |          |          |          |          |          |          |
| | PUP                                | Jim McCaw              | 1.40%  | 455      | 463.19   |          |          |          |          |          |          |          |          |          |          |
| Électorat : 64,194 Valide : 32,411 (50.49%) Non valide : 333 Quota : 4,631 Participation : 32,744 (51.01%) |                                    |                        |        |          |          |          |          |          |          |          |          |          |          |          |          |

#### 2011
| Parti | Parti           | Candidat           | %      | Comptage | Comptage | Comptage | Comptage | Comptage | Comptage | Comptage | Comptage | Comptage | Comptage |
| Parti | Parti           | Candidat           | %      | 1        | 2        | 3        | 4        | 5        | 6        | 7        | 8        | 9        | 10       |
| --- | --------------- | ------------------ | ------ | -------- | -------- | -------- | -------- | -------- | -------- | -------- | -------- | -------- | -------- |
| | DUP             | Sammy Wilson       | 24.74% | 7,181    |          |          |          |          |          |          |          |          |          |
| | DUP             | David Hilditch     | 11.33% | 3,288    | 4,218.52 |          |          |          |          |          |          |          |          |
| | DUP             | Alastair Ross      | 5.54%  | 1,608    | 2,566.47 | 2,641.64 | 2,645.5  | 2,937.98 | 4,266.98 |          |          |          |          |
| | Alliance        | Stewart Dickson    | 9.95%  | 2,889    | 2,976.72 | 3,162.16 | 3,410.17 | 3,480.32 | 3,519.67 | 3,526.67 | 3,533.69 | 4,776.69 |          |
| | Ulster Unionist | Roy Beggs Jr       | 10.48% | 3,042    | 3,349.45 | 3,450.33 | 3,468.62 | 3,839.29 | 4,037.35 | 4,080.35 | 4,125.17 | 4,194.17 |          |
| | Sinn Féin       | Oliver McMullan    | 8.16%  | 2,369    | 2,379.32 | 2,416.75 | 2,917.47 | 2,925.33 | 2,931.05 | 2,931.05 | 2,931.29 | 3,249.8  | 3,388.8  |
| | Ulster Unionist | Rodney McCune      | 6.38%  | 1,851    | 1,958.07 | 2,029.65 | 2,038.08 | 2,343.26 | 2,417.54 | 2,446.54 | 2,462.92 | 2,603.11 | 2,890.11 |
| | Alliance        | Gerardine Mulvenna | 5.58%  | 1,620    | 1,689.23 | 1,869.1  | 2,313.68 | 2,356.4  | 2,388.73 | 2,391.73 | 2,394.43 |          |          |
| | DUP             | Gordon Lyons       | 4.55%  | 1,321    | 1,601.36 | 1,716.26 | 1,733.41 | 1,972.69 |          |          |          |          |          |
| | TUV             | Ruth Wilson        | 4.64%  | 1,346    | 1,509.4  | 1,650.84 | 1,653.84 |          |          |          |          |          |          |
| | SDLP            | Justin McCamphill  | 4.59%  | 1,333    | 1,344.61 | 1,433.33 |          |          |          |          |          |          |          |
| | Green (NI)      | Daniel Donnelly    | 2.29%  | 664      | 685.07   |          |          |          |          |          |          |          |          |
| | BNP             | Steven Moore       | 1.76%  | 511      | 545.83   |          |          |          |          |          |          |          |          |
| Électorat : 61,617 Valide : 29,023 (47.10%) Non valide : 401 Quota : 4,147 Participation : 29,424 (47.75%) |                 |                    |        |          |          |          |          |          |          |          |          |          |          |

#### 2007
| Parti | Parti             | Candidat        | %      | Comptage | Comptage | Comptage | Comptage | Comptage | Comptage | Comptage | Comptage | Comptage | Comptage | Comptage | Comptage | Comptage |
| Parti | Parti             | Candidat        | %      | 1        | 2        | 3        | 4        | 5        | 6        | 7        | 8        | 9        | 10       | 11       | 12       | 13       |
| --- | ----------------- | --------------- | ------ | -------- | -------- | -------- | -------- | -------- | -------- | -------- | -------- | -------- | -------- | -------- | -------- | -------- |
| | DUP               | Sammy Wilson    | 22.49% | 6,755    |          |          |          |          |          |          |          |          |          |          |          |          |
| | DUP               | George Dawson   | 13.87% | 4,167    | 4,777.56 |          |          |          |          |          |          |          |          |          |          |          |
| | DUP               | David Hilditch  | 9.09%  | 2,732    | 4,165.16 | 4,586.84 |          |          |          |          |          |          |          |          |          |          |
| | Alliance          | Seán Neeson     | 10.37% | 3,114    | 3,171.6  | 3,176.64 | 3,193.54 | 3,252.88 | 3,321.4  | 3,530.18 | 3,603    | 3,756    | 5,191    |          |          |          |
| | Ulster Unionist   | Roy Beggs Jr    | 10.24% | 3,076    | 3,164.56 | 3,182.76 | 3,276.1  | 3,304.22 | 3,361.08 | 3,438.3  | 3,623.68 | 3,632.04 | 3,753.3  | 4,039.53 | 5,114.53 |          |
| | Ulster Unionist   | Ken Robinson    | 6.26%  | 1,881    | 1,955.52 | 1,962.24 | 2,022.04 | 2,036.3  | 2,102.82 | 2,135    | 2,344.92 | 2,350.92 | 2,447.02 | 2,720.2  | 3,411.69 | 4,195.15 |
| | SDLP              | Danny O'Connor  | 5.89%  | 1,769    | 1,774.76 | 1,775.04 | 1,778.16 | 1,806.24 | 1,821.5  | 1,881.5  | 1,892.76 | 2,773.76 | 2,887.12 | 3,152.47 | 3,267.81 | 3,297.91 |
| | Ulster Unionist   | Mark Dunn       | 5.38%  | 1,617    | 1,690.44 | 1,698.56 | 1,746.66 | 1,791.14 | 1,824.18 | 1,865.26 | 2,053.48 | 2,061.48 | 2,103.34 | 2,175.55 |          |          |
| | Alliance          | Stewart Dickson | 5.41%  | 1,624    | 1,636.96 | 1,638.36 | 1,642.52 | 1,683.52 | 1,722.60 | 1,919.46 | 1,959.74 | 1,983.74 |          |          |          |          |
| | Sinn Féin         | Oliver McMullan | 3.89%  | 1,168    | 1,168.36 | 1,168.36 | 1,168.36 | 1,176.36 | 1,179.36 | 1,203.36 | 1,206.36 |          |          |          |          |          |
| | UK Unionist Party | Thomas Robinson | 2.43%  | 731      | 770.96   | 775.16   | 814.94   | 842.42   | 902.12   | 937.72   |          |          |          |          |          |          |
| | Green (NI)        | Mark Bailey     | 2.04%  | 612      | 621      | 622.96   | 628.42   | 725.98   | 793      |          |          |          |          |          |          |          |
| | NI Conservatives  | Tim Lewis       | 1.31%  | 395      | 405.8    | 409.16   | 418.78   | 453.4    |          |          |          |          |          |          |          |          |
| | Indépendant       | John Anderson   | 1.32%  | 398      | 408.44   | 409.56   | 416.84   |          |          |          |          |          |          |          |          |          |
| Électorat : 56,666 Valide : 30,039 (53.01%) Non valide : 254 Quota : 4,292 Participation : 30,293 (53.46%) |                   |                 |        |          |          |          |          |          |          |          |          |          |          |          |          |          |

#### 2003
| Parti | Parti                | Candidat         | %      | Comptage | Comptage | Comptage | Comptage | Comptage | Comptage | Comptage | Comptage | Comptage | Comptage | Comptage | Comptage | Comptage | Comptage | Comptage |
| Parti | Parti                | Candidat         | %      | 1        | 2        | 3        | 4        | 5        | 6        | 7        | 8        | 9        | 10       | 11       | 12       | 13       | 14       | 15       |
| --- | -------------------- | ---------------- | ------ | -------- | -------- | -------- | -------- | -------- | -------- | -------- | -------- | -------- | -------- | -------- | -------- | -------- | -------- | -------- |
| | Ulster Unionist      | Roy Beggs Jr     | 16.72% | 5,175    |          |          |          |          |          |          |          |          |          |          |          |          |          |          |
| | DUP                  | Sammy Wilson     | 14.68% | 4,544    |          |          |          |          |          |          |          |          |          |          |          |          |          |          |
| | Ulster Unionist      | Ken Robinson     | 6.66%  | 2,062    | 2,156    | 2,158    | 2,164    | 2,192    | 2,204    | 2,223    | 2,251    | 2,346    | 2,450    | 2,452    | 2,531    | 2,560    | 2,786    | 4,838    |
| | Alliance             | Seán Neeson      | 7.04%  | 2,180    | 2,208    | 2,209    | 2,235    | 2,258    | 2,368    | 2,425    | 2,518    | 2,568    | 2,604    | 2,663    | 2,713    | 3,920    | 4,025    | 4,265    |
| | DUP                  | David Hilditch   | 9.23%  | 2,856    | 2,883    | 2,940    | 2,943    | 2,964    | 2,975    | 2,980    | 3,003    | 3,100    | 3,189    | 3,189    | 3,429    | 3,465    | 4,034    | 4,142    |
| | DUP                  | George Dawson    | 10.22% | 3,163    | 3,197    | 3,219    | 3,224    | 3,238    | 3,244    | 3,273    | 3,292    | 3,382    | 3,472    | 3,472    | 3,652    | 3,671    | 4,061    | 4,128    |
| | SDLP                 | Danny O'Connor   | 7.84%  | 2,428    | 2,433    | 2,433    | 2,441    | 2,442    | 2,481    | 2,494    | 2,536    | 2,545    | 2,556    | 3,204    | 3,215    | 3,252    | 3,298    | 3,332    |
| | Ulster Unionist      | Roy McCune       | 5.32%  | 1,646    | 2,094    | 2,095    | 2,103    | 2,134    | 2,151    | 2,190    | 2,223    | 2,315    | 2,425    | 2,430    | 2,492    | 2,553    | 2,720    |          |
| | Indépendant          | Jack McKee       | 4.68%  | 1,449    | 1,467    | 1,471    | 1,471    | 1,473    | 1,475    | 1,506    | 1,602    | 1,627    | 1,745    | 1,748    | 1,974    | 1,984    |          |          |
| | Alliance             | Stewart Dickson  | 3.85%  | 1,192    | 1,215    | 1,216    | 1,243    | 1,267    | 1,329    | 1,363    | 1,398    | 1,411    | 1,431    | 1,440    | 1,460    |          |          |          |
| | Indépendant          | Roger Hutchinson | 3.27%  | 1,011    | 1,019    | 1,020    | 1,023    | 1,031    | 1,036    | 1,061    | 1,101    | 1,150    | 1,180    | 1,182    |          |          |          |          |
| | Sinn Féin            | Oliver McMullan  | 2.48%  | 768      | 768      | 768      | 769      | 770      | 775      | 776      | 778      | 778      | 779      |          |          |          |          |          |
| | UK Unionist Party    | Thomas Robinson  | 1.82%  | 564      | 574      | 575      | 575      | 591      | 595      | 603      | 632      | 652      |          |          |          |          |          |          |
| | PUP                  | Carolyn Howarth  | 1.73%  | 534      | 540      | 540      | 543      | 550      | 566      | 574      | 591      |          |          |          |          |          |          |          |
| | Indépendant          | Lindsay Mason    | 1.18%  | 364      | 368      | 368      | 385      | 394      | 409      | 515      |          |          |          |          |          |          |          |          |
| | Indépendant          | John Anderson    | 1.12%  | 348      | 353      | 354      | 364      | 372      | 389      |          |          |          |          |          |          |          |          |          |
| | NI Women's Coalition | Anne Monaghan    | 0.99%  | 307      | 309      | 310      | 341      | 348      |          |          |          |          |          |          |          |          |          |          |
| | NI Conservatives     | Alan Greer       | 0.63%  | 196      | 202      | 202      | 211      |          |          |          |          |          |          |          |          |          |          |          |
| | Green (NI)           | Andrew Frew      | 0.53%  | 165      | 166      | 166      |          |          |          |          |          |          |          |          |          |          |          |          |
| Électorat : 55,473 Valide : 30,952 (55.80%) Non valide : 391 Quota : 4,422 Participation : 31,343 (56.50%) |                      |                  |        |          |          |          |          |          |          |          |          |          |          |          |          |          |          |          |

#### 1998
| Parti | Parti                   | Candidat         | %      | Comptage | Comptage | Comptage | Comptage | Comptage | Comptage | Comptage | Comptage | Comptage | Comptage | Comptage | Comptage | Comptage |
| Parti | Parti                   | Candidat         | %      | 1        | 2        | 3        | 4        | 5        | 6        | 7        | 8        | 9        | 10       | 11       | 12       | 13       |
| --- | ----------------------- | ---------------- | ------ | -------- | -------- | -------- | -------- | -------- | -------- | -------- | -------- | -------- | -------- | -------- | -------- | -------- |
| | Ulster Unionist         | Roy Beggs Jr     | 16.19% | 5,764    |          |          |          |          |          |          |          |          |          |          |          |          |
| | Alliance                | Seán Neeson      | 14.73% | 5,247    |          |          |          |          |          |          |          |          |          |          |          |          |
| | DUP                     | David Hilditch   | 13.69% | 4,876    | 4,918.46 | 4,921.46 | 4,943.56 | 4,953.67 | 4,955.77 | 5,036.91 | 5,214.91 |          |          |          |          |          |
| | Ulster Unionist         | Ken Robinson     | 6.69%  | 2,384    | 2,622.59 | 2,623.7  | 2,653.02 | 2,690.9  | 2,696.72 | 2,768.7  | 3,120.84 | 3,566.11 | 4,272.22 | 4,289.22 | 6,275.22 |          |
| | UK Unionist Party       | Roger Hutchinson | 8.05%  | 2,866    | 2,902.19 | 2,903.19 | 2,947.62 | 2,974.84 | 2,975.83 | 3,012.30 | 3,133.69 | 3,430.28 | 3,565.98 | 3,604.98 | 3,855.39 | 4,220.39 |
| | SDLP                    | Danny O'Connor   | 5.91%  | 2,106    | 2,108.2  | 2,111.2  | 2,116.2  | 2,190.42 | 2,210.73 | 2,879.33 | 2,948.77 | 2,977.09 | 3,652.01 | 3,652.01 | 3,896.71 | 4,190.71 |
| | DUP                     | Jack McKee       | 8.46%  | 3,013    | 3,042.7  | 3,043.7  | 3,050.14 | 3,079.13 | 3,079.94 | 3,154.57 | 3,289.9  | 3,551.23 | 3,627.75 | 3,681.75 | 3,905.34 | 4,142.34 |
| | Ulster Unionist         | May Steele       | 6.74%  | 2,399    | 2,504.05 | 2,506.16 | 2,534.38 | 2,594.93 | 2,601.17 | 2,629.36 | 2,803.48 | 3,125.82 | 3,547.92 | 3,561.92 |          |          |
| | Alliance                | Stewart Dickson  | 5.39%  | 1,921    | 1,943.77 | 1,950.77 | 1,984.19 | 2,069.3  | 2,174.42 | 2,232.87 | 2,429.58 | 2,744.26 |          |          |          |          |
| | Independent Unionist    | James Brown      | 4.41%  | 1,571    | 1,673.08 | 1,674.08 | 1,703.4  | 1,723.51 | 1,730.02 | 1,785.77 | 1,987.57 |          |          |          |          |          |
| | PUP                     | William Greer    | 4.02%  | 1,432    | 1,455.54 | 1,458.54 | 1,477.42 | 1,503.64 | 1,507.48 | 1,703.12 |          |          |          |          |          |          |
| | Sinn Féin               | Chrissie McAuley | 2.09%  | 746      | 746.11   | 746.11   | 746.11   | 763.11   | 764.4    |          |          |          |          |          |          |          |
| | Ulster Democratic Party | Tommy Kirkham    | 1.67%  | 596      | 605.79   | 605.79   | 610.79   | 624.01   | 625.09   |          |          |          |          |          |          |          |
| | Indépendant             | Lindsay Mason    | 1.19%  | 424      | 427.74   | 431.74   | 440.74   |          |          |          |          |          |          |          |          |          |
| | NI Conservatives        | Terence Dick     | 0.65%  | 233      | 242.46   | 243.57   |          |          |          |          |          |          |          |          |          |          |
| | Natural Law             | James McKissock  | 0.09%  | 32       | 32.33    |          |          |          |          |          |          |          |          |          |          |          |
| Électorat : 59,313 Valide : 35,610 (60.04%) Non valide : 493 Quota : 5,088 Participation : 36,103 (60.87%) |                         |                  |        |          |          |          |          |          |          |          |          |          |          |          |          |          |

### 1996 forum
Les candidats retenus sont indiqués en gras.
| Parti | Parti                  | Candidat(s)                                                                      | Votes  | Pourcentage |
| ----- | ---------------------- | -------------------------------------------------------------------------------- | ------ | ----------- |
|       | UUP                    | May Steele Thomas Robinson James Brown Eric Ferguson David Fleck                 | 10,036 | 30.1        |
|       | DUP                    | Jack McKee May Beattie Noel McAllister                                           | 9,557  | 28.7        |
|       | Alliance               | Seán Neeson Stewart Dickson Amelia Kelly Bill McKimmon Janet Crampsey            | 3,957  | 11.9        |
|       | PUP                    | William Donaldson William Hamilton William Greer George Ferguson William Adamson | 2,254  | 6.8         |
|       | SDLP                   | Danny O'Connor Mary White                                                        | 2,213  | 6.6         |
|       | UK Unionist            | Mark Dingwall Arthur Cowden                                                      | 2,041  | 6.1         |
|       | Ulster Democratic      | Tommy Kirkham Joe English                                                        | 1,141  | 3.4         |
|       | Sinn Féin              | Mary Davey Martin Meehan Una Gillespie                                           | 619    | 1.9         |
|       | NI Women's Coalition   | Angela Hegarty Jaqueline Weir Carmel Gallagher                                   | 323    | 1.0         |
|       | NI Conservatives       | Sam Crowe Donald Tomb                                                            | 271    | 0.8         |
|       | Green (NI)             | Sharon Morrow Jenny McMillan Paddy Agnew                                         | 224    | 0.7         |
|       | Labour coalition       | William McClinton Joseph Watson                                                  | 218    | 0.6         |
|       | Independent DUP        | Neville Steel Allen Boyland                                                      | 107    | 0.3         |
|       | Democratic Partnership | Maureen Sykes Rachel McKeown                                                     | 102    | 0.3         |
|       | Ulster Independence    | Cecil Kane Victor King                                                           | 86     | 0.3         |
|       | Independent McMullan   | William Cunning James Simmons                                                    | 81     | 0.2         |
|       | Workers' Party         | Austin Kelly Brendan Heaney                                                      | 69     | 0.2         |
|       | Democratic Left        | Kevin Smyth Eamon Lynch                                                          | 33     | 0.1         |
|       | Natural Law            | John Collins Andrea Gribben                                                      | 14     | 0.0         |
|       | Independent Chambers   | Georgina Strain Hudson Strain                                                    | 5      | 0.0         |